# Barthélemy d'Eyck

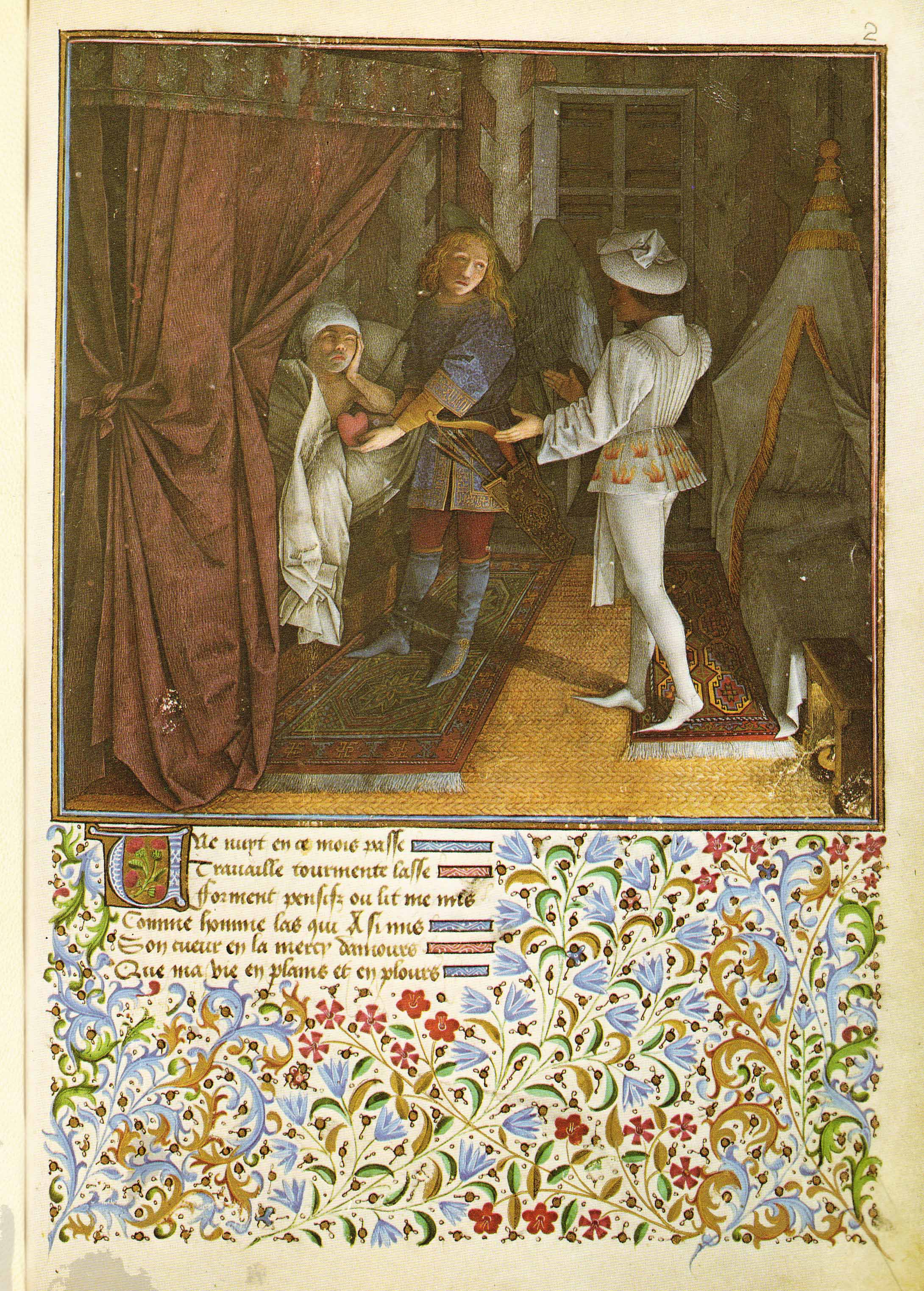
Miniatura do Livre du cueur d'amour esprit.

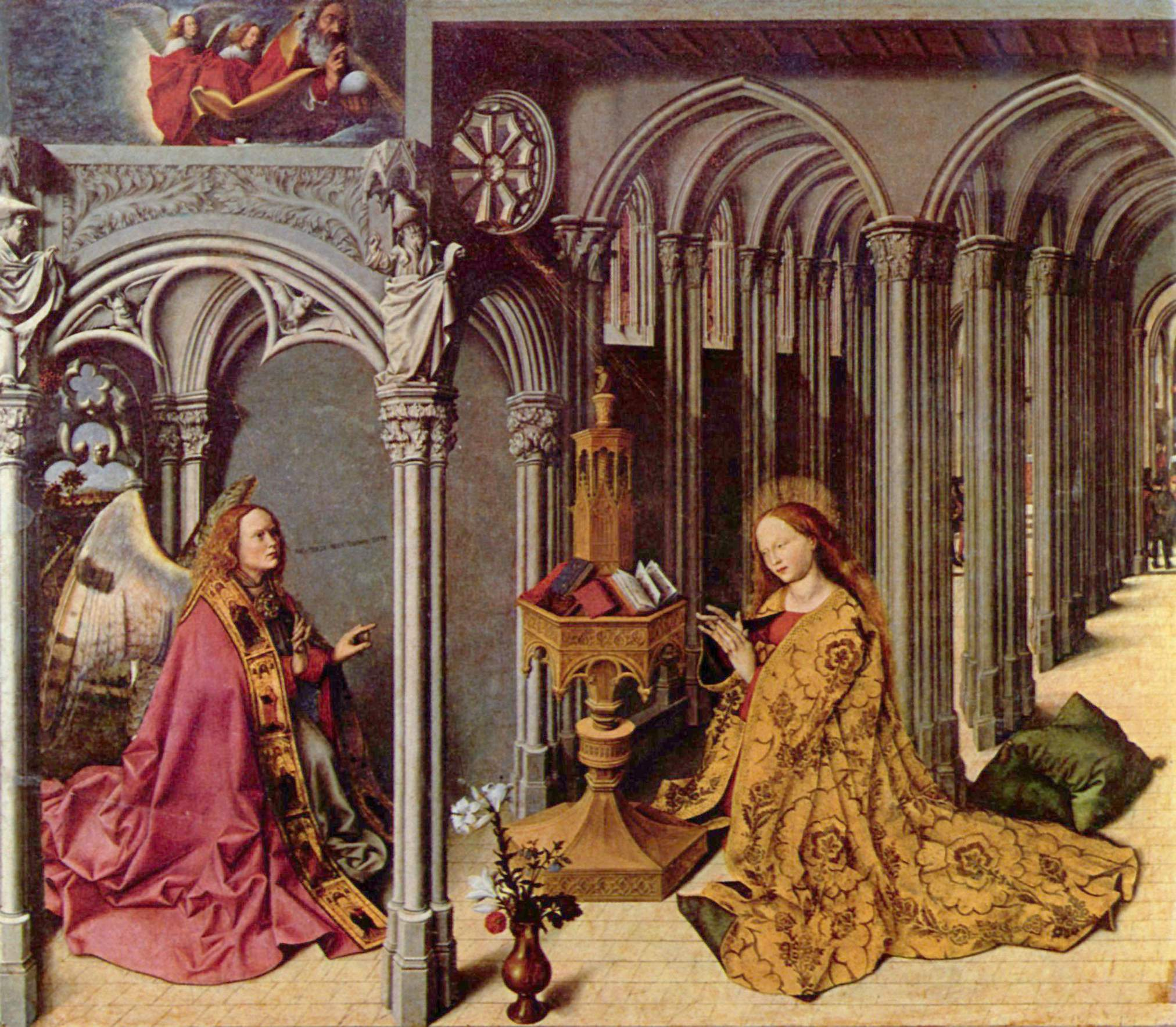
Painel central da Aix Annunciation

Barthélemy d'Eyck, ou Barthélemy van Eyck (c. 1420 — depois de 1470)  foi um artista flamengo do gótico que trabalhou na França, provavelmente na Borgonha como pintor e criador de iluminuras. 
É provável que tenha sido parente de Jan van Eyck. Seu padrasto era um mercador de tecidos que seguiu René d'Anjou (Renato I de Nápoles), futuro patrono de Barthélemy, para Nápoles e para o sul da França. Acredita-se que tenha treinado no ateliê de Jan van Eyck e trabalhado em 1430 nas Horas de Milão-Turim, uma famosa iluminura. Um pintor chamado apenas de Barthélemy trabalhou em Dijon para Filipe III, Duque de Borgonha em 1440 e presume-se ter sido ele. Em 1444, Barthélemy d'Eyck estava em Aix-en-Provence, no sul da França, possivelmente trabalhando para Enguerrand Quarton.
Acredita-se que o tríptico Aix Annunciation, de 1441, é de autoria de Barthélemy. A obra está agora dispersa em Aix-en-Provence, Bruxelas, Amsterdam e Rotterdam.  Foi encomendado por um mercador de tecidos que conhecia o pai de Barthélemy. A obra combina influência dos primitivos flamengos, como Robert Campin e Jan van Eyck, com Claus Sluter, que trabalhou em Dijon e Colantonio, de Nápoles. É o único painel ainda existente atribuído a ele. A outras obras são iluminuras encomendadas por René d'Anjou.
René d'Anjou foi um príncipe da família Valois. René era um artista amador e, por muito tempo, acreditou-se que era o autor das iluminuras agora atribuídas a Barthélemy. Acredita-se que Barthélemy ou tenha ido para Nápoles ou era conhecido na região a partir das obras de Colantonio e Antonello da Messina.  Barthélemy viajou com René para Aquitaine e muitas vezes para to Angers, o que prova uma grande intimidade com seu patrono.  

## Iluminuras
Suas iluminuras existentes são um Livro das Horas, na Biblioteca Morgan, em Nova York e cinco iluminuras adicionadas ao Livro das Horas de René d'Anjou, na Biblioteca Britânica. Os manuscritos mais conhecidos são Livre du cueur d'amour esprit (romance cavalheiresco, provavelmente escrito por d'Anjou) e o Théséide (tradução francesa de Il Teseida delle nozze d'Emilia, de Bocaccio), ambos em Viena, na Biblioteca Nacional da Áustria. 
Ele é também considerado por muitos o Mestre das Sombras, que adicionou mais iluminuras a obra As Riquíssimas Horas do Duque de Berry, bem depois dos Irmãos Limbourg. A obra pertenceu a René por um tempo e, em algumas iluminuras, é possível ver o chateau de René em Saumur. É possível identificar seu trabalho pelo uso de sombras, daí seu apelido. O restante das iluminuras da obra foi adicionada mais tarde por Jean Colombe.